# Магомедов, Султан Лутаевич
Султа́н Лута́евич Магоме́дов (4 мая 1937, Курчалой — 20 декабря 1980, Грозный) — чеченский певец, композитор, Заслуженный артист Чечено-Ингушской АССР, общественный деятель.

## Биография
Родился 4 мая 1937 года в селе Курчалой. Петь начал раньше, чем говорить. Его отец Лута Магомедов, который был религиозным деятелем, в разгар борьбы с религией был приговорён к десяти годам лагерей.
23 февраля 1944 года был депортирован. После разоблачения культа личности началось возрождение чеченской культуры. В частности, в 1957 году был создан заново Чечено-Ингушский государственный ансамбль песни и танца. Султан Магомедов, который в свои 20 лет был уже довольно известным певцом, прошёл отборочный конкурс и довольно скоро стал солистом ансамбля. Концерты стали строиться под него.
У Магомедова был красивый тенор. Певец Имран Усманов вспоминает:
Я был удивлен, когда позже узнал, что Султан не имеет музыкального образования. Пение – это кроме вокальных данных ещё и поставленная техника дыхания. А без правильной постановки голоса опытными преподавателями освоить самому это практически невозможно. Но Султан был щедро одарен природой помимо мощного и красивого голоса также и творческой интуицией. Воистину Султан Магомедов был самородком.
По решению руководства республики, после реабилитации чеченцев и ингушей, одними из первых домой вернулись артисты Чечено-Ингушского ансамбля песни и танца. Мужской состав ансамбля — в кузове старого грузовика ГАЗ-51, женский состав — в старом автобусе «Кубань», артисты изъездили всю Чечено-Ингушетию. Коллектив выступал перед тружениками села, рабочими коллективами. Все желающие не могли попасть на концерт, и люди толпились в коридорах и на улице.
Народный артист Чеченской Республики, солист хора Саид Шаипов вспоминал:
Мы уже ездили с концертами по соседним республикам, а в скором времени исколесили всю территорию Советского Союза. Хотя материально-техническая база ансамбля оставляла желать лучшего, на концертах наши артисты творили чудеса. Залы всегда были заполнены до отказа.
В одной из воинских частей Дальнего Востока ансамбль по просьбе командования части трое суток выступал перед военнослужащими. Султан пел большинство песен на чеченском языке. После одного из концертов за кулисы прошла женщина и попросила написать перевод текстов песен, объясняя это тем, что такой голос может петь только высокую поэзию.
Репертуар ансамбля на первых порах был довольно скудным. В этой ситуации Магомедов проявил себя и как композитор. Им был написан целый ряд песен, не только пополнивших репертуар ансамбля, но и ставших классикой чеченской музыки.
В 1961 году в Москве проходила декада Чечено-Ингушской литературы и искусства. Перед отъездом в Москву Султан написал кантату «Привет, Москва», несколько песен, музыку для хорового пения, «Входной марш». Некоторые из этих произведений были включены в программу декады и с успехом исполнены на сценах Кремлёвского Дворца Съездов, зале имени Чайковского, Доме Красной Армии.
Магомедов написал более 150 музыкальных произведений. Ему было присвоено Заслуженный артист Чечено-Ингушской АССР. Дважды избирался в районный Совет народных депутатов. Сделал вклад в ингушскую культуру: написал целый ряд песен на стихи ингушских поэтов Саида Чахкиева, Джамалдина Яндиева и других. Фирма «Мелодия» выпустила несколько дисков-гигантов с произведениями Султана Магомедова.
Скончался 20 декабря 1980 года. Последняя песня (на стихи Магомеда Мамакаева), записанная им незадолго до смерти, называлась «Лебединая песня». Вдова Магомедова, Азма, с которой он прожил 22 года, скончалась в августе 2012 года.

## Память

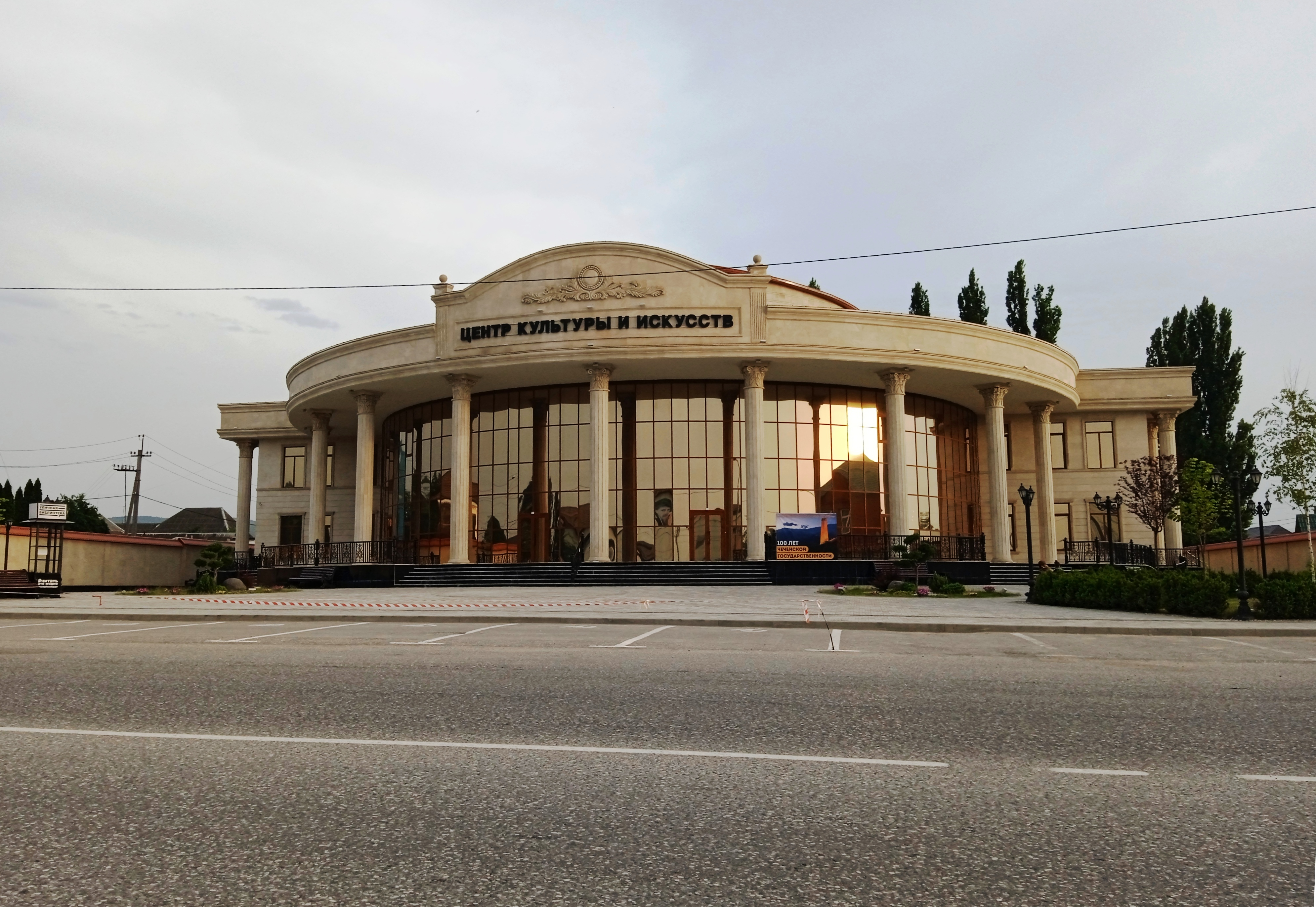
Дом культуры имени Султана Магомедова

- Дом культуры в городе Курчалой носит имя заслуженного артиста Чечено-Ингушской АССР С. Л. Магомедова[2].